# Uczelniany Koszykarz Roku Sporting News
Uczelniany Koszykarz Roku Sporting News (oficjalna nazwa: Sporting News Men's College Basketball Player of the Year) – nagroda przyznawana corocznie najlepszemu koszykarzowi akademickiemu NCAA Division I. Po raz pierwszy została przyznana po zakończeniu sezonu 1942–43 przez magazyn sportowy Sporting News, założony w 1886.
Nagrody nie przyznawano w latach 1947–1949 oraz 1952–1957. Do 2021 roku tylko siedmiu zawodników zostało laureatami więcej niż jeden raz. Z tej szóstki tylko dwóch uzyskało ja trzykrotnie: byli to Oscar Robertson z uczelni Cincinnati (1958–1960) i Bill Walton z UCLA (1972–1974).
Duke i UCLA mają najwięcej laureatów, każda uczelnia po siedmiu, tuż za nimi plasuje się Karolina Północna z pięcioma.

## Laureaci

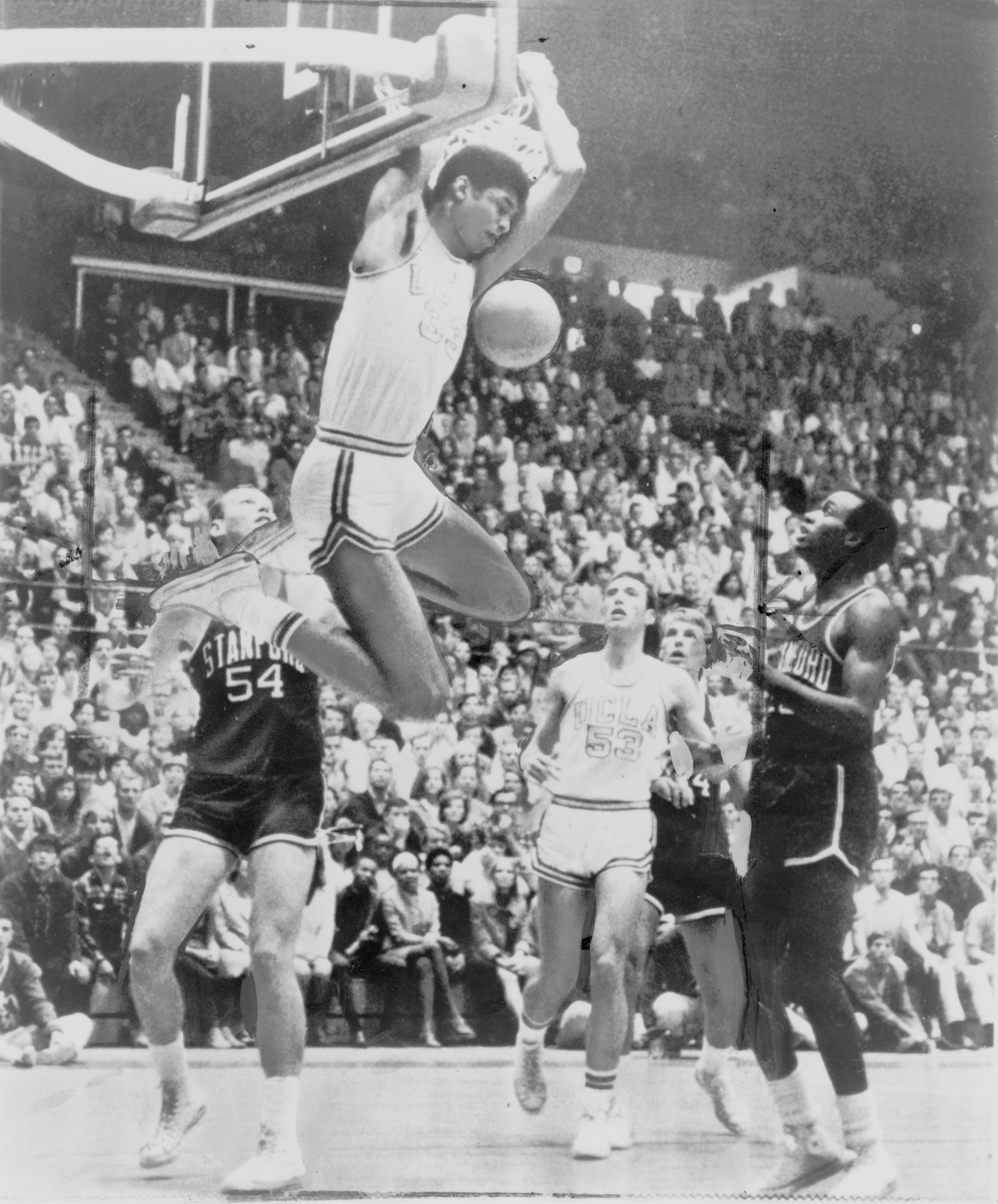
Lew Alcindor wykonujący wsad podczas jednego ze spotkań UCLA.

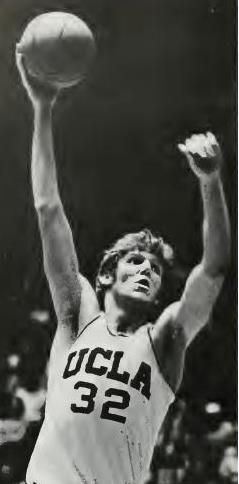
3-krotny laureat nagrody – Bill Walton z UCLA.

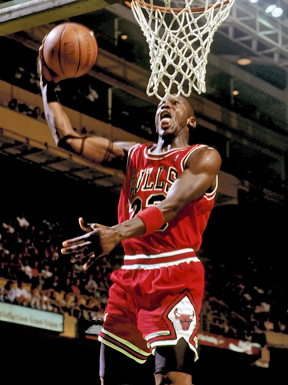
Michael Jordan zdobył nagrodę dwukrotnie, w 1983 i 1984 roku.

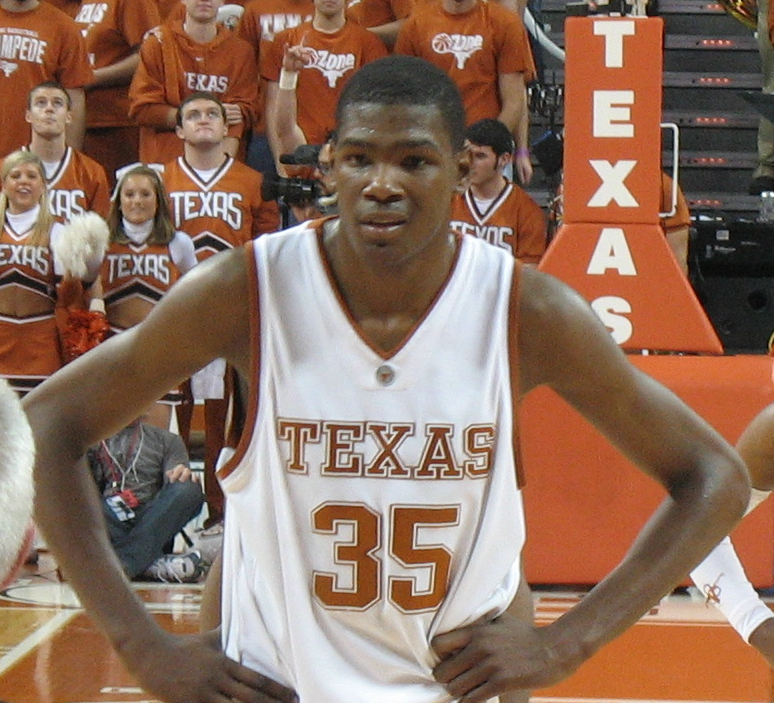
Kevin Durant został pierwszym pierwszoroczniakiem pośród wszystkich laureatów w historii.

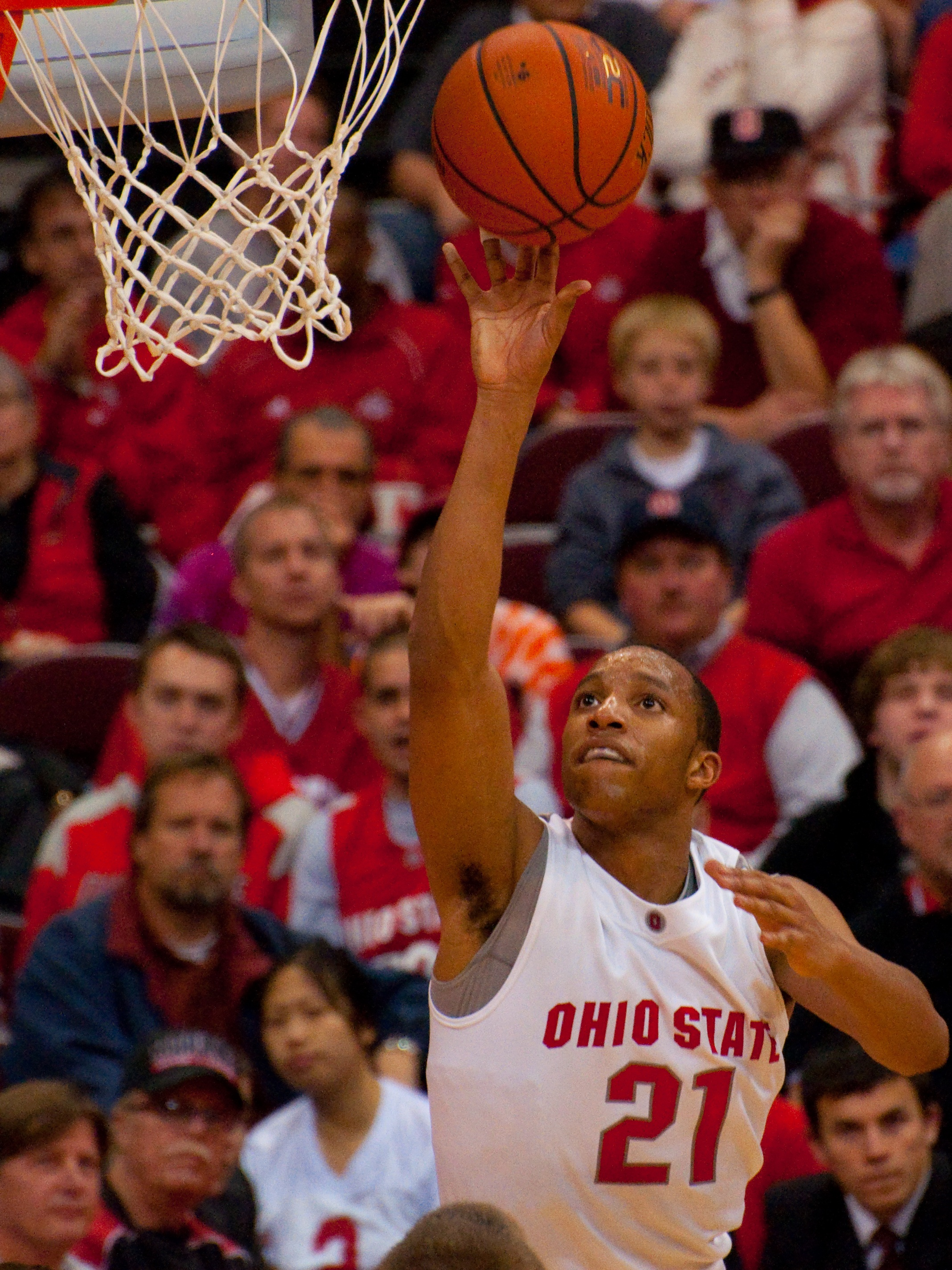
Laureat z 2010 roku, Evan Turner z uczelni Ohio State.

| Zawodnik (X) | Oznacza liczbę nagród, uzyskanych przez tego samego zawodnika |
| Freshman     | Zawodnik pierwszego roku                                      |
| Sophomore    | Zawodnik drugiego roku                                        |
| Junior       | Zawodnik trzeciego roku                                       |
| Senior       | Zawodnik ostatniego roku                                      |

| Sezon   | Zawodnik            | Uczelnia          | Pozycja                              | Status        |
| ------- | ------------------- | ----------------- | ------------------------------------ | ------------- |
| 1942–43 | Andy Phillip        | Illinois          | Obrońca / Skrzydłowy                 | Senior        |
| 1943–44 | Dale Hall           | Army              | Skrzydłowy                           | Junior        |
| 1944–45 | George Mikan        | DePaul            | Środkowy                             | Junior        |
| 1945–46 | Bob Kurland         | Oklahoma A&M      | Środkowy                             | Senior        |
| 1947–49 | nie wybierano       | nie wybierano     | nie wybierano                        | nie wybierano |
| 1949–50 | Paul Arizin         | Villanova         | Skrzydłowy                           | Senior        |
| 1950–51 | Sherman White       | Long Island       | Skrzydłowy                           | Senior        |
| 1952–57 | nie wybierano       | nie wybierano     | nie wybierano                        | nie wybierano |
| 1957–58 | Oscar Robertson     | Cincinnati        | Rozgrywający                         | Sophomore     |
| 1958–59 | Oscar Robertson (2) | Cincinnati        | Rozgrywający                         | Junior        |
| 1959–60 | Oscar Robertson (3) | Cincinnati        | Rozgrywający                         | Senior        |
| 1960–61 | Jerry Lucas         | Ohio State        | Skrzydłowy / Środkowy                | Junior        |
| 1961–62 | Jerry Lucas (2)     | Ohio State        | Skrzydłowy / Środkowy                | Senior        |
| 1962–63 | Art Heyman          | Duke              | Obrońca / Skrzydłowy                 | Senior        |
| 1963–64 | Bill Bradley        | Princeton         | Niski skrzydłowy / Rzucający obrońca | Junior        |
| 1964–65 | Bill Bradley (2)    | Princeton         | Niski skrzydłowy / Rzucający obrońca | Senior        |
| 1965–66 | Cazzie Russell      | Michigan          | Rzucający obrońca                    | Senior        |
| 1966–67 | Lew Alcindor        | UCLA              | Środkowy                             | Sophomore     |
| 1967–68 | Elvin Hayes         | Houston           | Skrzydłowy / Środkowy                | Senior        |
| 1968–69 | Lew Alcindor (2)    | UCLA              | Środkowy                             | Senior        |
| 1969–70 | Pete Maravich       | LSU               | Obrońca                              | Senior        |
| 1970–71 | Sidney Wicks        | UCLA              | Środkowy                             | Senior        |
| 1971–72 | Bill Walton         | UCLA              | Środkowy                             | Sophomore     |
| 1972–73 | Bill Walton (2)     | UCLA              | Środkowy                             | Junior        |
| 1973–74 | Bill Walton (3)     | UCLA              | Środkowy                             | Senior        |
| 1974–75 | David Thompson      | NC State          | Rzucający obrońca / Niski skrzydłowy | Senior        |
| 1975–76 | Scott May           | Indiana           | Skrzydłowy                           | Senior        |
| 1976–77 | Marques Johnson     | UCLA              | Obrońca / Skrzydłowy                 | Senior        |
| 1977–78 | Phil Ford           | North Carolina    | Rozgrywający                         | Senior        |
| 1978–79 | Larry Bird          | Indiana State     | Niski skrzydłowy                     | Senior        |
| 1979–80 | Darrell Griffith    | Louisville        | Rzucający obrońca                    | Senior        |
| 1980–81 | Mark Aguirre        | DePaul            | Niski skrzydłowy                     | Junior        |
| 1981–82 | Ralph Sampson       | Virginia          | Środkowy                             | Junior        |
| 1982–83 | Michael Jordan      | North Carolina    | Rzucający obrońca                    | Sophomore     |
| 1983–84 | Michael Jordan (2)  | North Carolina    | Rzucający obrońca                    | Junior        |
| 1984–85 | Patrick Ewing       | Georgetown        | Środkowy                             | Senior        |
| 1985–86 | Walter Berry        | St. John’s        | Silny skrzydłowy                     | Senior        |
| 1986–87 | David Robinson      | Navy              | Środkowy                             | Senior        |
| 1987–88 | Hersey Hawkins      | Bradley           | Rzucający obrońca                    | Senior        |
| 1988–89 | Stacey King         | Oklahoma          | Środkowy                             | Senior        |
| 1989–90 | Dennis Scott        | Georgia Tech      | Niski skrzydłowy                     | Junior        |
| 1990–91 | Larry Johnson       | UNLV              | Silny skrzydłowy                     | Senior        |
| 1991–92 | Christian Laettner  | Duke              | Skrzydłowy                           | Senior        |
| 1992–93 | Calbert Cheaney     | Indiana           | Niski skrzydłowy                     | Senior        |
| 1993–94 | Glenn Robinson      | Purdue            | Silny skrzydłowy                     | Sophomore     |
| 1994–95 | Shawn Respert       | Michigan State    | Rzucający obrońca                    | Senior        |
| 1995–96 | Marcus Camby        | Massachusetts     | Środkowy                             | Junior        |
| 1996–97 | Tim Duncan          | Wake Forest       | Środkowy                             | Senior        |
| 1997–98 | Antawn Jamison      | North Carolina    | Niski skrzydłowy                     | Junior        |
| 1998–99 | Elton Brand         | Duke              | Środkowy                             | Sophomore     |
| 1999–00 | Kenyon Martin       | Cincinnati        | Silny skrzydłowy                     | Senior        |
| 2000–01 | Shane Battier       | Duke              | Niski skrzydłowy / Rzucający obrońca | Senior        |
| 2001–02 | Jason Williams      | Duke              | Rozgrywający                         | Junior        |
| 2002–03 | T.J. Ford           | Teksas            | Rozgrywający                         | Sophomore     |
| 2003–04 | Jameer Nelson       | Saint Joseph's    | Rozgrywający                         | Senior        |
| 2004–05 | Dee Brown           | Illinois          | Rozgrywający                         | Senior        |
| 2005–06 | J.J. Redick         | Duke              | Rzucający obrońca                    | Senior        |
| 2006–07 | Kevin Durant        | Teksas            | Niski skrzydłowy                     | Freshman      |
| 2007–08 | Tyler Hansbrough    | Karolina Północna | Silny skrzydłowy                     | Junior        |
| 2008–09 | Blake Griffin       | Oklahoma          | Silny skrzydłowy                     | Sophomore     |
| 2009–10 | Evan Turner         | Ohio State        | Niski skrzydłowy                     | Junior        |
| 2010–11 | Jimmer Fredette     | BYU               | Rozgrywający                         | Senior        |
| 2011–12 | Anthony Davis       | Kentucky          | Środkowy                             | Freshman      |
| 2012–13 | Victor Oladipo      | Indiana           | Obrońca                              | Junior        |
| 2013–14 | Doug McDermott      | Creighton         | Niski skrzydłowy                     | Senior        |
| 2014–15 | Frank Kaminsky      | Wisconsin         | Silny skrzydłowy                     | Senior        |
| 2015–16 | Buddy Hield         | Oklahoma          | Rzucający obrońca                    | Senior        |
| 2016–17 | Frank Mason III     | Kansas            | Rozgrywający                         | Senior        |
| 2017–18 | Jalen Brunson       | Villanova         | Rozgrywający                         | Senior        |
| 2018–19 | Zion Williamson     | Kansas            | Silny skrzydłowy                     | Freshman      |
| 2019–20 | Luka Garza          | Iowa              | Środkowy                             | Junior        |
| 2020–21 | Luka Garza (2)      | Iowa              | Środkowy                             | Senior        |
| 2021–22 | Oscar Tshiebwe      | Kentucky          | Silny skrzydłowy/Środkowy            | Junior        |
| 2022–23 | Zach Edey           | Purdue            | Środkowy                             | Junior        |

## Laureaci według uczelni
| Uczelnia       | Laureaci | Lata                                     |
| -------------- | -------- | ---------------------------------------- |
| Duke           | 7        | 1963, 1992, 1999, 2001, 2002, 2006, 2019 |
| UCLA           | 7        | 1967, 1969, 1971, 1972, 1973, 1974, 1977 |
| North Carolina | 5        | 1978, 1983, 1984, 1998, 2008             |
| Cincinnati     | 4        | 1958, 1959, 1960, 2000                   |
| Indiana        | 3        | 1976, 1993, 2013                         |
| Ohio State     | 3        | 1961, 1962, 2010                         |
| Oklahoma       | 3        | 1989, 2009, 2016                         |
| DePaul         | 2        | 1945, 1981                               |
| Illinois       | 2        | 1943, 2005                               |
| Iowa           | 2        | 2020, 2021                               |
| Kentucky       | 2        | 2012, 2022                               |
| Princeton      | 2        | 1964, 1965                               |
| Purdue         | 2        | 1994, 2023                               |
| Teksas         | 2        | 2003, 2007                               |
| Villanova      | 2        | 1950, 2018                               |
| Army           | 1        | 1944                                     |
| Bradley        | 1        | 1988                                     |
| BYU            | 1        | 2011                                     |
| Creighton      | 1        | 2014                                     |
| Georgetown     | 1        | 1985                                     |
| Georgia Tech   | 1        | 1990                                     |
| Houston        | 1        | 1968                                     |
| Indiana State  | 1        | 1979                                     |
| Long Island    | 1        | 1951                                     |
| Louisville     | 1        | 1980                                     |
| LSU            | 1        | 1970                                     |
| Massachusetts  | 1        | 1996                                     |
| Michigan       | 1        | 1966                                     |
| Michigan State | 1        | 1995                                     |
| Navy           | 1        | 1987                                     |
| N.C. State     | 1        | 1975                                     |
| Oklahoma State | 1        | 1946                                     |
| Saint Joseph's | 1        | 2004                                     |
| St. John’s     | 1        | 1986                                     |
| UNLV           | 1        | 1991                                     |
| Virginia       | 1        | 1982                                     |
| Wake Forest    | 1        | 1997                                     |
| Wisconsin      | 1        | 2015                                     |